# Лере, Теодор Констан
Теодор Констан Лере (фр. Théodore Constant Leray; род. 13 ноября 1795, Брест (Франция) — 23 апреля 1849, Париж) — французский контр-адмирал и парламентарий.
На флот поступил в эпоху Первой империи. В 1812 году, в звании мичмана, крейсировал на французских военных кораблях в Вест-Индии и в Средиземноморье. В 1834 году был капитаном флота, в дальнейшем — контр-адмиралом и членом адмиралтейского совета.

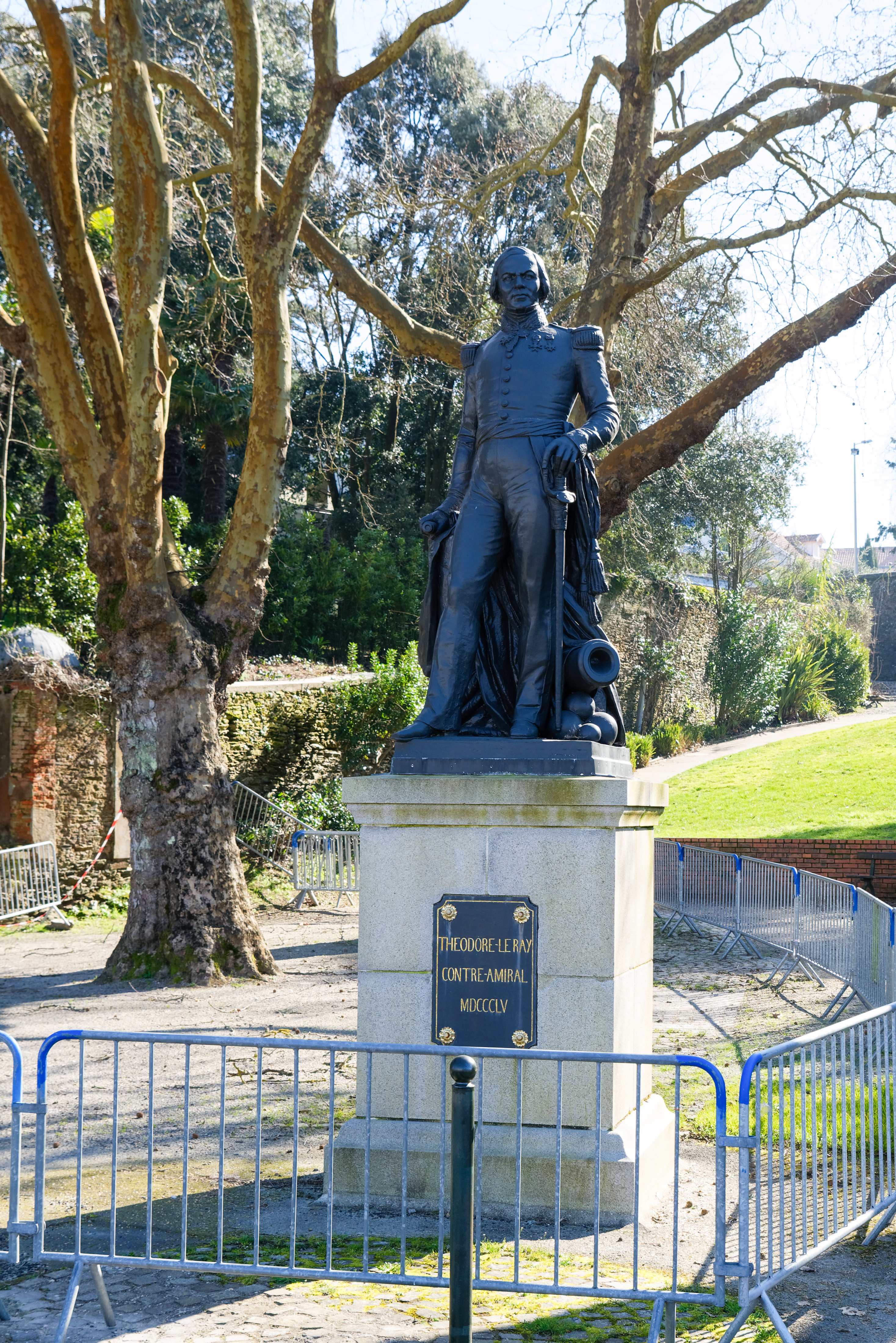
Амеде Менар. Памятник контр-адмиралу Лере в Порнике, 1855.

В 1836—37 и 1841—46 годах был депутатом нижней палаты парламента Франции от департамента Атлантическая Луара. В этом качестве, по большей части, поддерживал политику короля Луи-Филиппа.
В городе Порник неподалёку от Нанта контр-адмиралу Лере в 1855 году (через шесть лет после смерти) был воздвигнут памятник  (скульптор — Амеде Менар).